# Atletiek op de Olympische Zomerspelen 1996 – 5000 meter mannen
Dit zijn de officiële resultaten van de 5000 meter voor mannen op de Olympische Zomerspelen 1996 in Atlanta, Georgia. Het evenement vond plaats tussen 31 juli en 3 augustus en werd gewonnen door Venuste Niyongabo uit Burundi.

## Overzicht
Na een diverse halve finale waarbij de ene heat een strategische race van 14 minuten liep en de andere meer dan dertig seconden sneller liep, hadden sommige atleten een gemakkelijkere tijd om zich te kwalificeren voor de finale. 
Bij het startsignaal ging het hele Marokkaanse team naar voren, en controleerde vanaf dan het tempo. Na een ronde achter in het peloton te hebben gelopen snelde de Keniaan Tom Nyariki naar voren om de leiding over te nemen. De Duitser Dieter Baumann zat in zijn rug omdat het leek op een vroege poging om de race te bepalen met een snelle ontsnapping. Verschillende anderen in het veld schoten naar voren terwijl Nyariki, in de schaduw van zijn teamgenoot Shem Kororia, het tempo opvoerde, de leidende positie verwisselde en het de atleten één rij vormde. Met nog vier ronden te gaan, na een wisseling van Keniaanse leiders, verhuisde Burundi's Vénuste Niyongabo naar de tweede plaats en drong Kennedy terug naar de derde plaats. In de volgende ronde kwamen Nyariki en de Marokkaanse Brahim Lahlafi langs Kennedy. Vlak voordat er nog twee ronden te gaan waren, rende Kennedy de groep rond en kwam aan de leiding. Kennedy leidde de eerste 300 meter van de voorlaatste ronde voordat Niyongabo hem passeerde en van de bocht af kwam, gevolgd door de aangewezen kickers die hun belangen aan de achterkant van het peloton hadden beschermd; Paul Bitok (Kenia), Khalid Boulami (Marokko) en Baumann. Toen een van de snelste 1500 meter hardlopers ter wereld, had Niyongabo de betere positie en meer snelheid, waardoor een opening van 5 meter op Boulami ontstond. Aan het begin van de laatste ronde liep Bitok rond Boulami en sprintte iedereen naar de meet. Niemand was in staat om enige vooruitgang te boeken, behalve dat Niyongabo op het laatste rechte stuk vertraagde om de eerste gouden medaille van Burundi te vieren. 

## Records
Dit waren de staande wereld en Olympische records (in minuten) voorafgaand aan de Olympische Zomerspelen 1996.
| Wereldrecord     | 12.44,39 | Haile Gebrselassie | ETH | Zürich      | 16 augustus 1995 |
| Olympisch record | 13.05,59 | Saïd Aouita        | MAR | Los Angeles | 11 augustus 1984 |

## Eindklassement
| Rang   | Atleet            | Land | Finale   | Halve    | Reeks    |
| ------ | ----------------- | ---- | -------- | -------- | -------- |
| Goud   | Venuste Niyongabo | BDI  | 13:07.96 | 14:03.48 | 13:54.53 |
| Zilver | Paul Bitok        | KEN  | 13:08.16 | 13:27.61 | 13:54.45 |
| Brons  | Khalid Boulami    | MAR  | 13:08.37 | 13:29.72 | 13:54.72 |
| 4.     | Dieter Baumann    | GER  | 13:08.81 | 14:03.75 | 13:52.00 |
| 5.     | Tom Nyariki       | KEN  | 13:12.29 | 14:03.21 | 13:51.47 |
| 6.     | Bob Kennedy       | USA  | 13:12.35 | 13:27.90 | 13:54.57 |
| 7.     | Enrique Molina    | ESP  | 13:12.91 | 14:04.08 | 13:51.55 |
| 8.     | Brahim Lahlafi    | MAR  | 13:13.26 | 13:27.73 | 13:51.25 |
| 9.     | Shem Kororia      | KEN  | 13:14.63 | 13:27.50 | 14:02.75 |
| 10.    | Fita Bayissa      | ETH  | 13:18.30 | 13:30.88 | 13:50.61 |
| 11.    | Ismaïl Sghyr      | MAR  | 13:22.89 | 14:04.23 | 14:02.71 |
| 12.    | Gennaro Di Napoli | ITA  | 13:28.36 | 13:28.80 | 14:03.56 |
| 13.    | Réda Benzine      | ALG  | 13:42.34 | 13:37.52 | 14:03.06 |
| 14.    | Stephane Franke   | GER  | 13:44.64 | 13:40.94 | 14:06.34 |
| 15.    | Aissa Belaout     | ALG  | 14:06.52 | 14:04.56 | 13:51.96 |

## Non-Qualifiers
| Rang | Atleet                    | Land | Halve    | Reeks    |
| ---- | ------------------------- | ---- | -------- | -------- |
| —    | Jonathan Wyatt            | NZL  | 13:47.81 | 13:52.56 |
| —    | Anacleto Jiménez          | ESP  | 13:50.90 | 14:16.57 |
| —    | Miroslav Vanko            | SVK  | 13:51.45 | 13:54.88 |
| —    | John Morapedi             | RSA  | 13:54.43 | 13:54.30 |
| —    | Shaun Creighton           | AUS  | 13:55.23 | 14:04.08 |
| —    | Assefa Mezgebu            | ETH  | 14:05.48 | 13:54.89 |
| —    | Stefano Baldini           | ITA  | 14:06.45 | 13:55.41 |
| —    | John Nuttall              | GBR  | 14:08.39 | 13:52.16 |
| —    | Cormac Finnerty           | IRL  | 14:08.88 | 13:54.01 |
| —    | Khmees Abdalla Seif Eldin | SUD  | DNQ      | 14:15.21 |
| —    | José Ramos                | POR  | 14:24.81 | 14:17.26 |
| —    | Shadrack Hoff             | RSA  | 14:16.14 | 14:05.97 |
| —    | Jim Spivey                | USA  | 14:27.72 | 13:53.16 |
| —    | Julian Paynter            | AUS  | 14:23.60 | 14:00.25 |
| —    | Adalberto García          | BRA  | DNQ      | 14:28.64 |
| —    | Manuel Pancorbo           | ESP  | 14:39.64 | 13:57.42 |
| —    | Sid'Ahmed Ould Mohamedou  | MTN  | DNQ      | 15:29.16 |
| —    | Henry Moyo                | MAW  | DNQ      | 14:30.53 |
| —    | Matt Giusto               | USA  | DNQ      | 14:30.76 |
| —    | William Roldán            | COL  | DNQ      | 14:39.50 |
| —    | Aboukar Hassan Adani      | SOM  | DNQ      | 15:19.80 |
| —    | Haile Gebrselassie        | ETH  | -        | DNS      |
| —    | Armando Quintanilla       | MEX  | -        | DNS      |
| —    | Luis Jesus                | POR  | -        | DNS      |
| —    | Aloys Nizigama            | BDI  | -        | DNS      |
| —    | Alyan al-Qahtani          | KSA  | -        | DNS      |